# Стромални сарком ендометријума
Стромални сарком ендометријума (ССЕ) је ретка врста рака која се формира у везивном ткиву слузокоже материце. Такође се може формирати (веома ретко) у јајницима, грлићу материце и вагини,  . Стромални саркоми ендометријума могу бити ниског или високог степена, у зависности од тога колика је абнормалност ћелије рака и колико брзо ћелије рака расти и ширити се.
ССЕ се обично јавља  пре менопаузе код жена старости између 40 и 50 година. ССЕ је други најчешћи тип саркома материце. 
Оптималне стратегије лечења ССЕ и даље су предмет дебате међу неким здравственим стручњацима, па многи лекари препоручују операцију са потпуном хистеректомијом. 

## Класификација
ССЕ расте унутар ендометријума материце на ткиву званом строма. Консензусом лекара атипичне промене на строми код ССЕ  могу се класификовати као:
ССЕ ниског степена (LG-ESS)
У извештају о LG-ESS  патолози овај облик саркома описују као промене у ћелијама строме попут црва које могу да прерасту у зид мишића материце и карличне лимфне чворове. LG-ESS  је мање агресиван, споро се шири и има повољнију прогнозу.
ССЕ високог степена (HG-ESS)
У извештају о HG-ESS патолози овај сарком описују као значајне промене ћелија строме које су се брже поделиле и можда се већ прошириле ван материце. Лечење овог облика је агресивно — појединци су често у стадијуму 3 или 4 болести у време постављања дијагнозе.

### Подтипови
Сарком материце који је један од два типа рака материце,  класификује се у четири подтипа (према ком делу материце се шире ћелије рака). Подтипови укључују:
- ендометријални стромални чвор,
- леиомиосарком материце,
- стромални сарком ендометријума,
- недиференцирани сарком.

И LG-ESS и НG-ESS имају високу стопу рецидива.

## Фактори ризика
Иако се не зна шта узрокује ССЕ, научна истраживања су идентификовала одређене поутдане факторе ризика, у које спадају:
- гојазност,

- дијабетес,

- синдром полицистичних јајника

- хиперплазија ендометријума (стање које узрокује дебљање слузокоже материце),

- увећана материца,

- повишен ниво естрогена,

- ранија или садашња употреба тамоксифена,

- ендометриоза, када се у другим деловима тела развија ткиво које подсећа на ткиво материце,

- аденомиоза, када ћелије слузокоже материце расту у мишићни зид материце

Се сигурношћу се не може тврдити да ССЕ у породици  повећава ризик код детета од развоја саркома материце, јер већина пацијената са   дијагнозом ССЕ нема породичну историју.

## Клиничка слика
Иако ређе, неки пацијенти са недијагностикованим ССЕ можда неће имати симптоме. Док они који пријављују симптоме могу приметити следеће:
- атипично крварење из материце,
- бол у карлици,
- бол у току мокрења,
- карличне масе које изгледају као да расту.

Поред тога, пошто се симптоми ССЕ преклапају са неканцерозним стањима, као што су фиброиди, аденомиоза и полипи ендометријума, ССЕ се често може погрешно дијагностиковати.
Ако особа има вагинално крварење ван менструације или крварења око перименопаузе лекар би требалопрегледом да  искључи ССЕ.